# Myrrhis bunium
Myrrhis bunium är en flockblommig växtart som beskrevs av Spreng.. Myrrhis bunium ingår i släktet spanskkörvlar, och familjen flockblommiga växter. Inga underarter finns listade i Catalogue of Life.